# Back from Hell (Satanic Surfers)
Back from Hell is het zevende en meest recente studioalbum van de Zweedse punkband Satanic Surfers. Het album werd uitgegeven via Mondo Macabre Records, het platenlabel van de band zelf, op 13 april 2018 op cd en lp. In Canada werd het in 2019 op vinyl uitgegeven door Chase the Glory Records.
Back from Hell is het eerste studioalbum van Satanic Surfers sinds de uitgave van Taste the Poison in 2005. De band ging in 2007 uit elkaar en kwam in gewijzigde vorm weer bijeen. Dit is het eerste studioalbum waar drummer Stefan Larsson en gitarist Max Huddén aan hebben meegewerkt.

## Nummers
1. "The Usurper" - 3:22
2. "Catch My Breath" - 3:01
3. "Self-Medication" - 4:33
4. "All Gone to Shit" - 2:54
5. "Ain't No Ripper" - 1:53
6. "Madhouse" - 4:15
7. "Going Nowhere Fast" - 2:35
8. "Paying Tribute" - 3:08
9. "Pato Loco" - 1:47
10. "Back from Hell" - 2:59

## Band
- Rodrigo Alfaro - zang
- Stefan Larsson - drums
- Andy Dahlström - basgitaar, zang
- Max Huddén - gitaar
- Magnus Blixtberg - gitaar